# Neonauclea
Neonauclea là một chi thực vật có hoa trong họ Thiến thảo (Rubiaceae).

## Loài
Chi Neonauclea gồm các loài: